# Numancia (Madrid)
Numancia és un barri del districte de Puente de Vallecas, a Madrid. Té una superfície de 184,91 hectàrees i una població de 49.379 habitants (2009). Limita a l'est amb Adelfas (Retiro), al sud amb San Diego i Palomeras Bajas, a l'oest amb Portazgo i al nord i est amb Fontarrón (Moratalaz). Està delimitat per l'Avinguda del Mediterráneo al nord i oest, l'avinguda de la Paz a l'est, l'Avinguda de l'Albufera i el carrer Pío Felipe al sud.